# Смирния
Смирния (лат. Smyrnium) — род травянистых двулетних растений семейства Зонтичные (Apiaceae).
Описан Карлом Линнеем в его работе «Species plantarum» т.1:262. в 1753 году. Типовой вид — Смирния европейская (Smyrnium olusatrum).
Голостебельные травы до полутора метров высотой, с клубневидно-утолщенными корнями, с перистыми тройчаторассечёнными прикорневыми и нижнестеблевыми листьями, верхние листья яйцевидно-сердцевидной формы цельнокрайные или с мелко-зубчатой кромкой. Обоеполые цветки с лепестками зеленовато-жёлтого цвета, собраны в зонтики с разновеликими лучами.

## Виды
Род включает по меньшей мере пять видов, распространённых в Европе, Северной Африке и Малой Азии.
- Smyrnium apiifolium Willd.
- Smyrnium olusatrum L. typus — Смирния европейская
- Smyrnium orphanidis Boiss.
- Smyrnium perfoliatum L. — Смирния пронзённолистная
- Smyrnium rotundifolium Mill.